# Onsen de Asamushi
Onsen de Asamushi (浅虫温泉?), es un onsen (aguas termales de origen volcánico, termas) y complejo turístico en la ciudad de Aomori, Prefectura de Aomori.
Sus atracciones incluyen el Acuario de Asamushi y el parque temático Asamushi. Los onsen Matsu no Yu y Michi no Eki Asamushi están entre las instalaciones termales. La localidad tiene el apodo de "el Atami de Tohoku".
Se dice que el onsen de Asamushi fue descubierto por Ennin en 876, durante el período Heian.[cita requerida] El onsen fue usado para el ahumado (mushi) of lino (asa), siendo éste el origen del nombre Asa-mushi.[cita requerida] Cuando Hōnen visitó el onsen en 1190, se popularizó su uso como balneario, y el onsen tomó ese uso. Durante el período Edo, había allí un honjin.

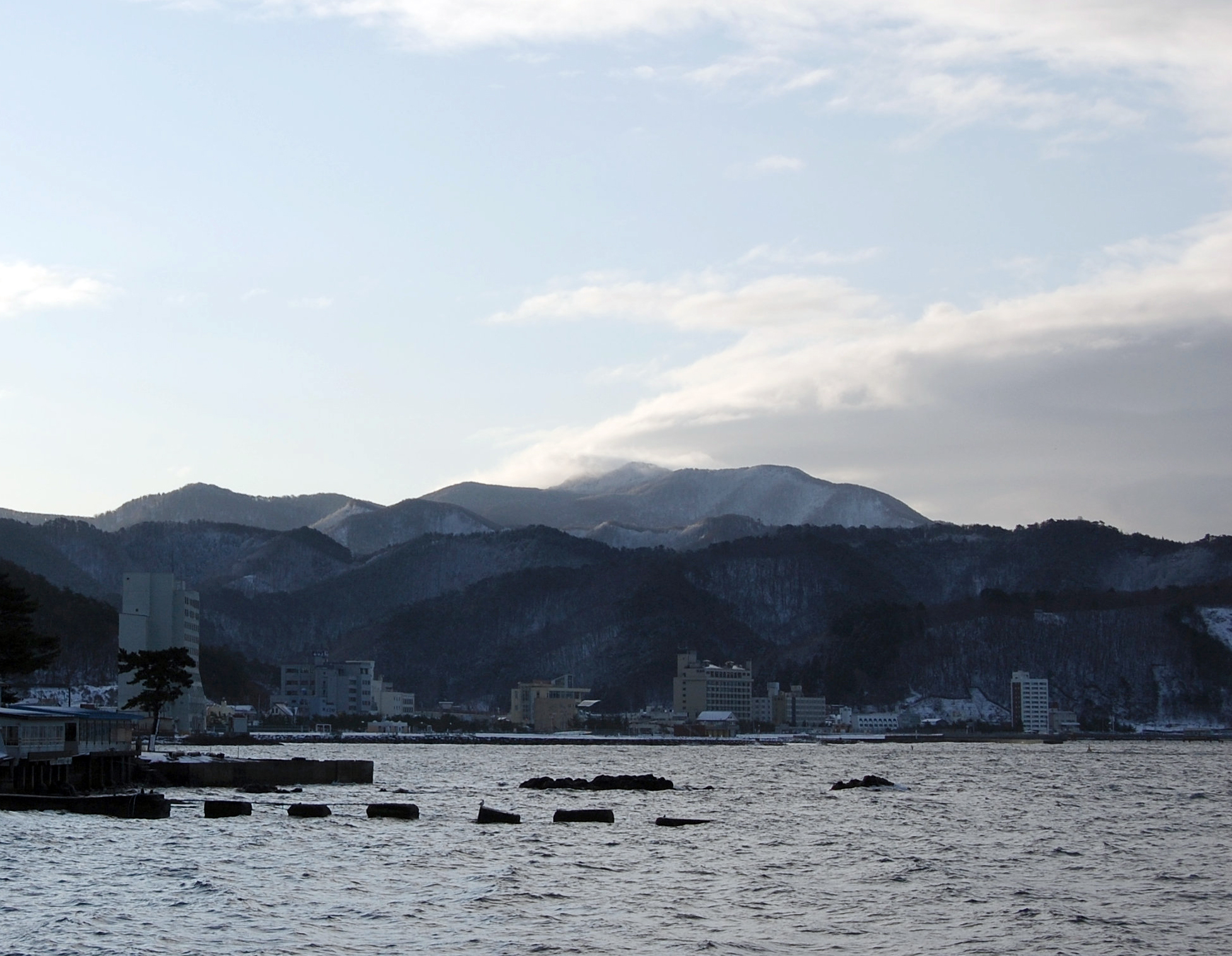
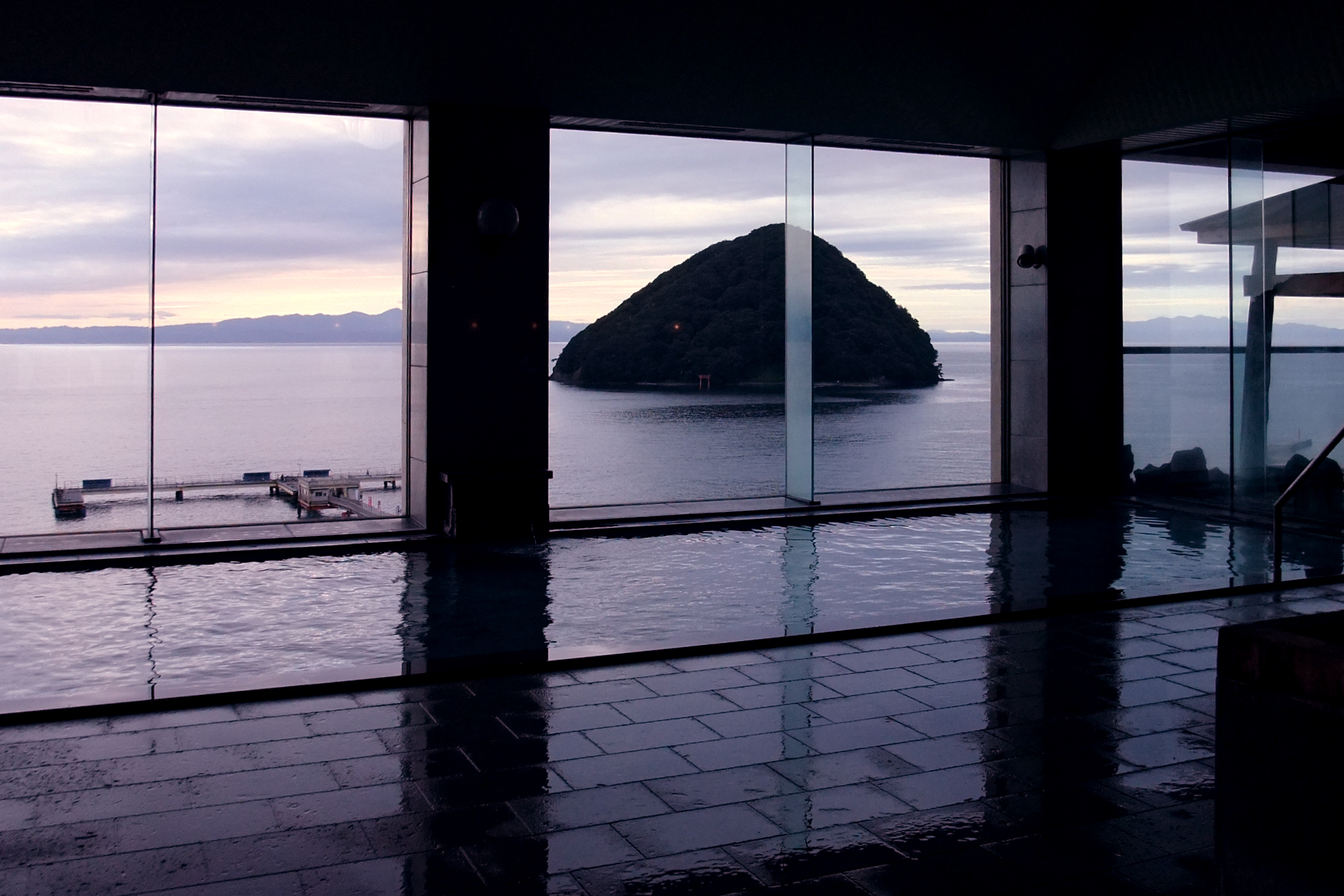